# Шидловецкий повет
Шидловецкий повет (пол. Powiat szydłowiecki) — повет (район) в Польше, входит как административная единица в Мазовецкое воеводство. Центр повета — город Шидловец. Занимает площадь 452,22 км². Население — 40 204 человека (на 2005 год).
Состав повята:
- города: Гмина Шидловец
- городско-сельские гмины: Гмина Шидловец
- сельские гмины: Гмина Хлевиска, Гмина Ястшомб, Гмина Мирув, Гмина Ороньско

## Демография
Население повята дано на 2005 год.
| Перепись            | Всего  | Всего | Женщины | Женщины | Мужчины | Мужчины |
| ------------------- | ------ | ----- | ------- | ------- | ------- | ------- |
|                     | чел.   | %     | чел.    | %       | чел.    | %       |
| Всего               | 40 204 | 100   | 20 367  | 50,7    | 19 837  | 49,3    |
| Городское население | 12 118 | 100   | 6140    | 50,7    | 5978    | 49,3    |
| Сельское население  | 28 086 | 100   | 14 227  | 50,7    | 13 859  | 49,3    |